# Lego Exo-Force
Exo-force är en Lego®-serie i mangastil med figurer som medverkar i ett äventyr, vilket utspelar sig kring ett berg som heter Sentai. De lanserades 2006-2008. Manga-fans har sedan länge använt sig av Lego för att bygga sina favoritfigurer. Exo-force är emellertid första gången som Lego har ägnat en hel serie på detta tema.

## Historien bakom spelet
För många år sedan flyttade människor till den trakt där berget Sentai ligger. De levde lyckliga där och bestämde sig för att stanna. De nya inbyggarna var experter på elektronik, och för att få hjälp med sina odlingar byggde de robotar. Robotarna var till stor nytta under långa tider. Människorna vid Sentai byggde även stora maskiner som robotarna skötte. Med borr och kloliknande anordningar blev det nu mycket enklare att syssla med gruvhantering för att hitta metaller, helst för att hitta guld.

## Fientlighet uppstår mellan människor och robotar
En dag tänkte emellertid ledaren för robotarna, den gyllene Meca One: "Varför lyder vi robotar människorna, när vi själva är både mer intelligenta och starkare än de?" Meca One lade fram sin tanke för de andra robotarna, och de fann denna vara god. Gemensamt gick därför alla robotarna till attack, och häftiga strider bröt ut mellan robotar och människor.
Starka krafter bröt plötsligt Sentai-berget i två delar, och i den klyfta som uppstått mellan de båda halvorna av berget lyckades människorna knuffa ner många av robotarna, så att de skulle bli av med dem. Människorna byggde därefter jättelika broar för att kunna ta sig mellan de två bergstopparna.
Nere i mörkret transformerade emellertid robotarna i stor hemlighet alla nyttiga maskiner till stridsmaskiner, Thunder fury, Fire vulture, Sentry och Sentry 2. Dessa löpte amok i landskapet och sågade ner träd och annan växtlighet i djungeln, perforerade hela berget med gruvor och byggde upp svarta torn. På den sida av Sentai där människorna levde, bevarades djungeln av människorna, och ytterst få torn byggdes upp där. Människorna byggde istället små byar samt ett stort försvarshögkvarter. Högkvarteret var väl bepansrat och utrustat med kanoner till försvar, om robotarna skulle attackera. Så skedde också. Robotarna kom sinsemellan överens om att attackera människorna med sådan intensitet, att dessa aldrig mer skulle få en lugn stund för vare sig vila eller sömn.

## Människorna slår tillbaka
Så en dag ansåg den vise gamle sensei Keiken att han hade fått nog. Han ville slå tillbaka mot robotarnas ursinne och krossa dem en gång för alla. Även han byggde stridsmaskiner, Stealth Hunter, Grand Titan, Uplink och Gate Defender. Hittills hade människorna enbart försvarat sig. Nu uppstod regelrätta strider mellan människor och robotar.
Keiken samlade ihop folk, mest oförvägna tonåringar och bildade en stridstrupp. Hans favoritformering bestod av Hikaru, Takeshi, Ryo och Ha-Ya To. Dessa fem är huvudpersonerna, hjältarna, i Lego-serien, och de skickas ut på många farliga uppdrag, bland annat för att hitta energistenar och för att utröna hur förhållandena är på den andra sidan berget. Någon gång ger sig en av dem ut ensam, men eftersom de alla ingår i en utvald och väl sammansatt trupp, så strider de oftast tillsammans.
Till slut byggde Meca One en enormt stor maskin, en mega-stridsmaskin, i form av en spindel med namnet Striking Venom. Hjältarna hittade emellertid en energisten som innehöll all information de behövde veta om Striking Venom, och de måste försöka oskadliggöra den, eftersom den hotar att totalförstöra Sentai-fortet. Nu började det största kriget i Exo force-historien.

## Den Gyllene staden
Sensei Keiken säger att det enligt en legend skall finnas en Gyllene stad på bergets topp. Han skickade ut sin trupp för att leta efter den. Sentai-fortet var nämligen inte en säker plats längre. Hjältarna gav sig ut på vandring för att söka staden. När de en kväll slagit läger för natten, tyckte de sig höra något. Ut ur skogen kom plötsligt stora stridsmaskiner klivande, vilka också var byggda som spindlar likt Shadow Crawler. Detta var Meca Ones nya maskiner, betydligt kraftfullare än den första versionen. Hjältarna klarade emellertid av, inte bara att försvara sig, utan även att oskadliggöra maskinerna och fortsatte därpå sin färd. Då sa sig Ryo se någonting egendomligt uppe på berget. De övriga såg ingenting och fortsatte gå, men plötsligt skrek Ryo: "Ett kraftfält!" Ett kraftfält i den här världen är en företeelse som gör det som den skyddar både osynligt och ointagligt, och det är vanligtvis förenat med livsfara att närma sig det, det vill säga om man inte dessförinnan har förstör det. Alla fyra sköt mot kraftfältet som till slut slocknade och dog bort. Elstötar från kraftfältet hade emellertid trängt in i stridsmaskinerna via stridsmaskinernas egna energistrålar och slog ut dem fullständigt. Hjältarnas stridsfordon kunde inte återställas i funktionsdugligt skick.
Nu såg alla hjältarna ... den Gyllene Staden!

De trädde in och upptäckte att staden var helt övergiven. Ryo gick fram till en apparat som påminde om en dator och som till hans häpnad var påslagen. På en skärm kunde han läsa: "Aktivera koden." Ryo hittade en bricka med tecken ingraverade, vilka skulle kunna vara en kod. Han beslöt sig för att göra ett försök och skrev in tecknen. Se, då öppnades tre portar bakom honom och de andra. Där innanför såg de fyra hjältarna nya stridsmaskiner, med påskriften Sky Guardian, Blade Titan och Cyclone Defender.
Nu började jakten på koderna.